# Television (Album)
Television ist das dritte Studioalbum der New Yorker Rockband Television und erschien im September 1992 auf Capitol Records. Es entstand 14 Jahre nach dem vorherigen Album Adventure und der Auflösung im Jahr 1978.
Das Album erhielt positive Kritiken im Rolling Stone und der New York Times, hatte kommerziell aber wenig Erfolg. Da Frontmann Tom Verlaine im Januar 2023 verstarb, ist Television das letzte Studioalbum der Band geblieben.

## Titelliste
Alle Songs wurden von Tom Verlaine geschrieben.
Seite 1
1. 1880 or So – 3:41
2. Shane, She Wrote This – 4:21
3. In World – 4:16
4. Call Mr. Lee – 3:18
5. Rhyme – 5:14
Seite 2
6. No Glamour for Willi – 5:13
7. Beauty Trip – 4:23
8. The Rocket – 3:22
9. This Tune – 3:42
10. Mars – 4:56

## Rezeption
Das Album wurde wohlwollend rezensiert. David Fricke vom Rolling Stone schrieb, dass diese Platte „15 Jahre warten wert“ ist („It was worth waiting fifteen years“.).
Mark Demig schrieb auf AllMusic: „Jeder, der wissen will, warum Television eine der wichtigsten Gruppen ihrer Zeit waren, muss mit Marquee Moon starten, aber wer weitere Beweise braucht, dass Verlaine und Lloyd wirklich das Beste aus des anderen Gitarrenwerk herausholen, dem wird dieses Album helfen.“ („Anyone wanting to know why Television were one of the most important bands of their time needs to start with Marquee Moon, but if you want further proof that Verlaine and Lloyd truly bring out the best in each other’s guitar work, this album will certainly help.“)